# Iholdy
Iholdy é uma comuna francesa na região administrativa da Nova Aquitânia, no departamento dos Pirenéus Atlânticos. Estende-se por uma área de 21,96 km². Em 2010 a comuna tinha 553 habitantes (densidade: 25,2 hab./km²).